# Hôtel des Mille Collines
L'Hôtel des Mille Collines est un hôtel situé à Kigali au Rwanda.

## Historique
Construit en 1973 puis agrandi en 1987, l'hôtel propose 112 chambres.
L'établissement devient célèbre lorsque 1 268 personnes s'y réfugient lors du génocide des Tutsi au Rwanda en 1994. L'hôtel est alors la propriété de la compagnie aérienne belge Sabena et sous la protection de la Minuar. L'histoire de l'hôtel et de son directeur-adjoint de l'époque, Paul Rusesabagina, est à la base du film Hôtel Rwanda. Le film est à l'origine d'une controverse, beaucoup de personnes incarcérées dans l'hôtel lors des faits et ayant visionné le film par la suite affirment que ce dernier n'est absolument pas fidèle à la réalité.
En 2005, l'hôtel est racheté par la société sud-africaine Mikcor et le gouvernement rwandais pour 3,2 millions de dollars,.
En 2014, le groupe hôtelier Kempinski, basé en Suisse et appartenant à la famille royale thaïlandaise, rachète l'hôtel des Mille Collines.

## Galerie

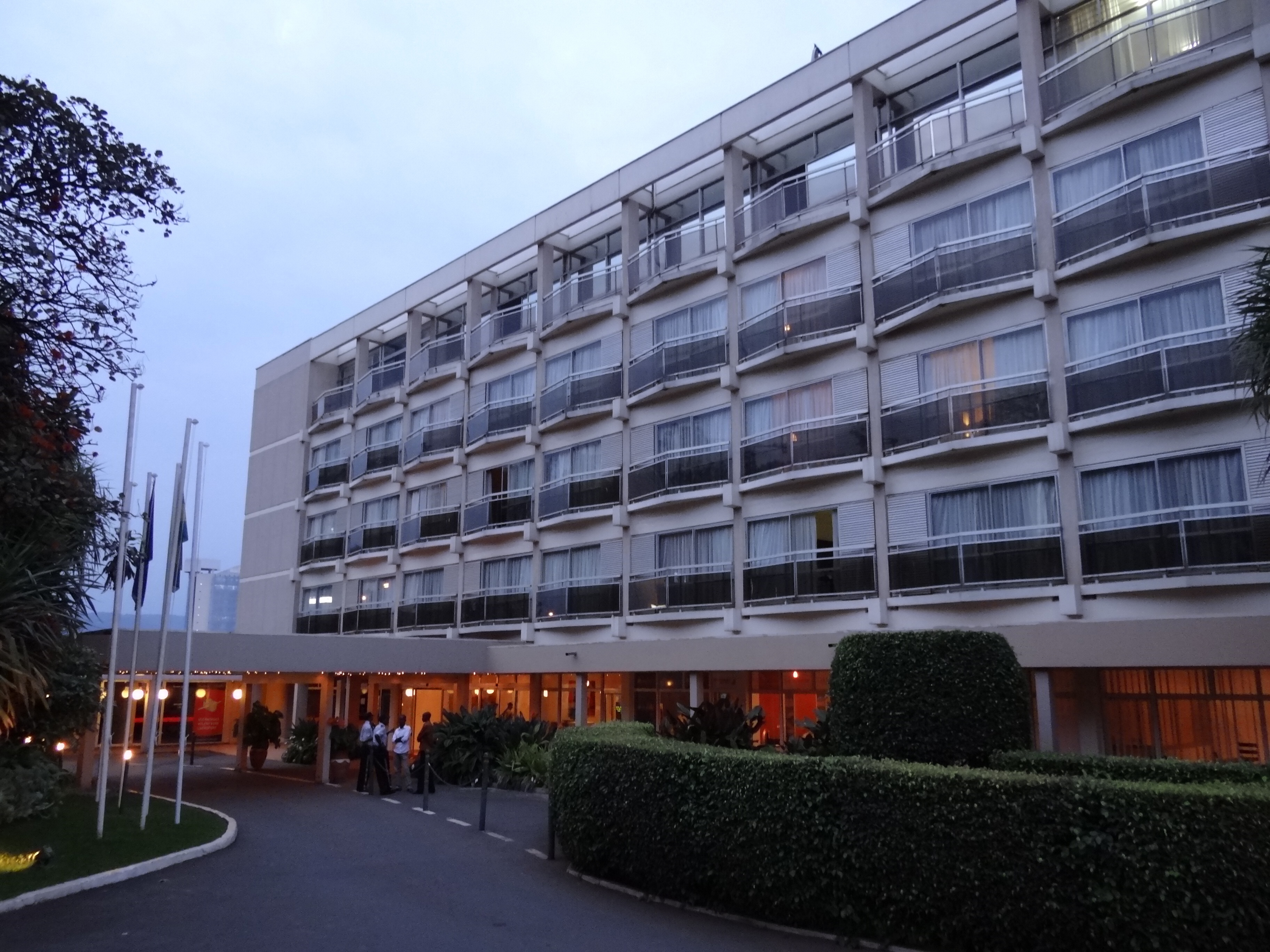
Façade de l'hôtel
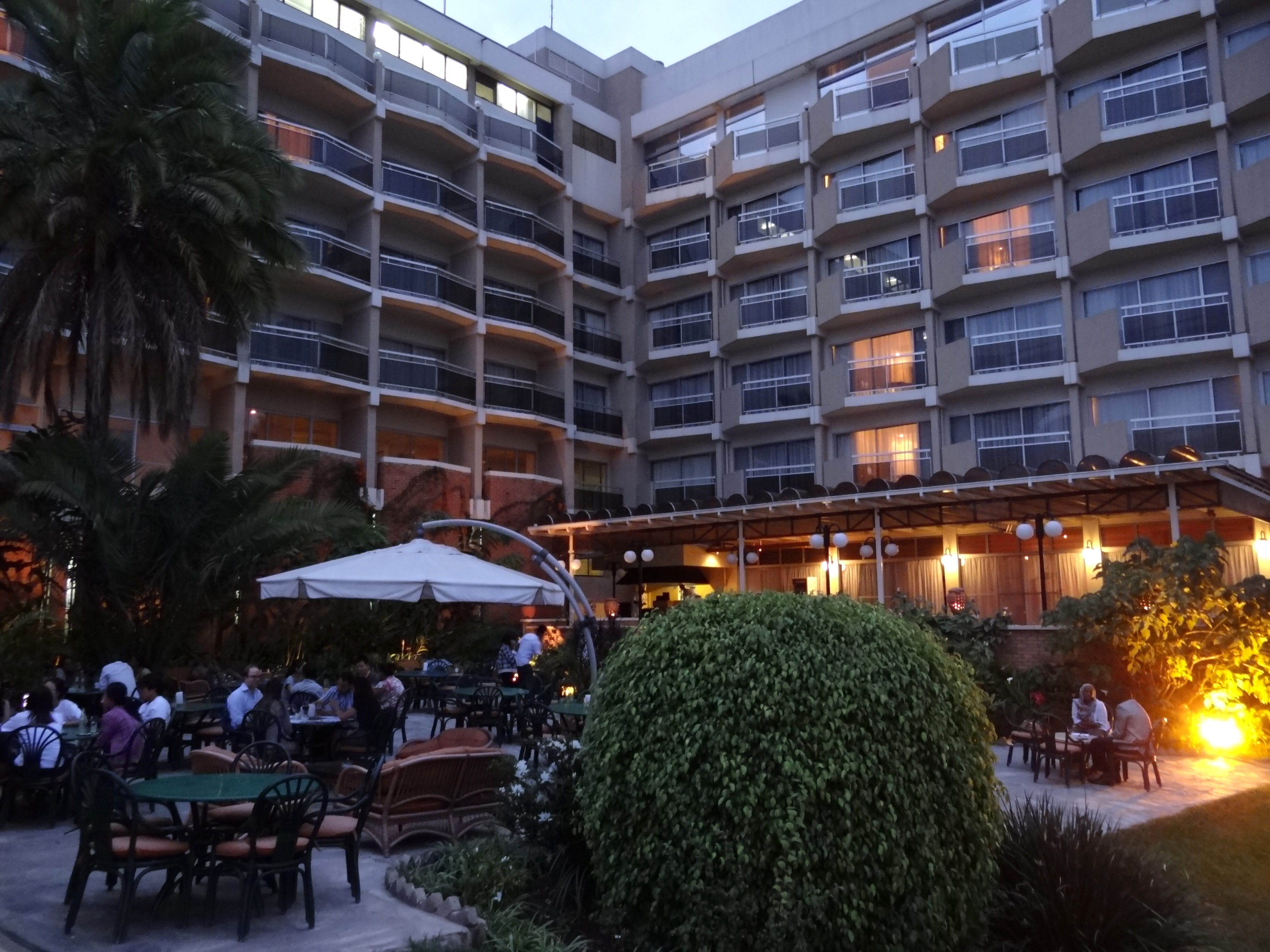
Jardin de l'hôtel